# 布尼拉鄉
45°42′N 22°40′E / 45.700°N 22.667°E
布尼拉鄉（羅馬尼亞語：Comuna Bunila, Hunedoara），是羅馬尼亞的鄉份，位於該國西部，由胡內多阿拉縣負責管轄，面積74平方公里，海拔高度872米，2007年人口368，人口密度每平方公里5人。